# 遠藤真帆 (バスケットボール)
遠藤 真帆（えんどう まほ、2000年7月19日 - ）は、日本の女子バスケットボール選手である。ポジションはスモールフォワード。Wリーグの姫路イーグレッツ所属。

## 来歴
静岡県沼津市出身。
小学2年で友人に誘われ身にバスケットボールチームに所属し、沼津高校中等部、沼津高校に進学後は高校1年の時にインターハイ出場。
特別支援学校の教員を目指していたことと、保健体育の教員免許の取得も希望したため、日本福祉大に進学、4年時には主将も務め東海学生リーグ女子1部で優秀選手賞・リバウンド王を受賞、チーム初のインカレ出場に導いた。
2023年1月、姫路イーグレッツにアーリーエントリーとして加入。
2025年、姫路を退団。